# Sanitätszelt
Ein Sanitätszelt ist ein Zelt zur provisorischen Unterbringung und Behandlung von Patienten. Es ist Bestandteil eines Behandlungsplatzes oder eines feldmäßigen Lazarettes. Sanitätszelte kommen im militärischen Bereich oder bei humanitären Hilfeleistungen sowie beim Massenanfall von Verletzten oder im Rahmen von geplanten Sanitätswachdiensten bei Veranstaltungen zum Einsatz.
Sanitätszelte werden auch zur Unterbringung von unverletzten Betroffenen einer Katastrophe oder von Flüchtlingen verwendet (Unterkunftszelt), dazu werden dann oft Zeltstädte für mehrere hundert oder sogar tausende Personen errichtet. Sie können auch für organisatorische Aufgaben verwendet werden (z. B. als Witterungsschutz für die Einsatzleitung, Führungszelt).
Im militärischen Bereich werden die Zelte zunehmend von Containern abgelöst, dieser Trend ist auch im Sanitätswachdienst der Hilfsorganisationen erkennbar.
Zur Ausstattung eines Sanitätszelts gehören je nach Einsatzbereich notfallmedizinisches Material, Feldbetten, Decken, Beleuchtungs- und Heizeinrichtungen und vieles mehr.
Die Besatzung für ein Sanitätszelt richtet sich nach der Aufgabe, in der Regel werden hier mehrere Sanitäter und Notärzte tätig.

## Bauarten

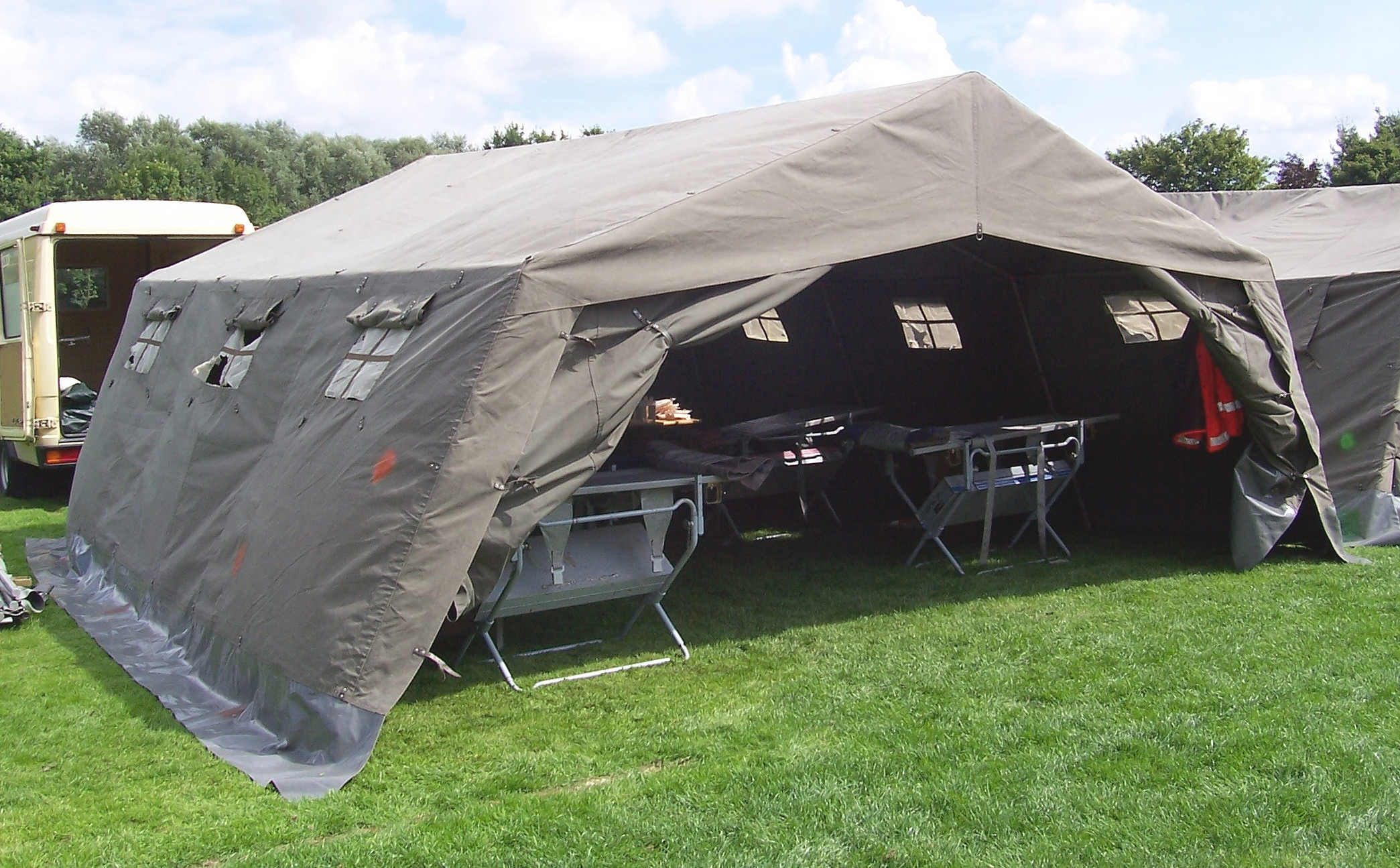
SG30 als Sanitätszelt eingerichtet

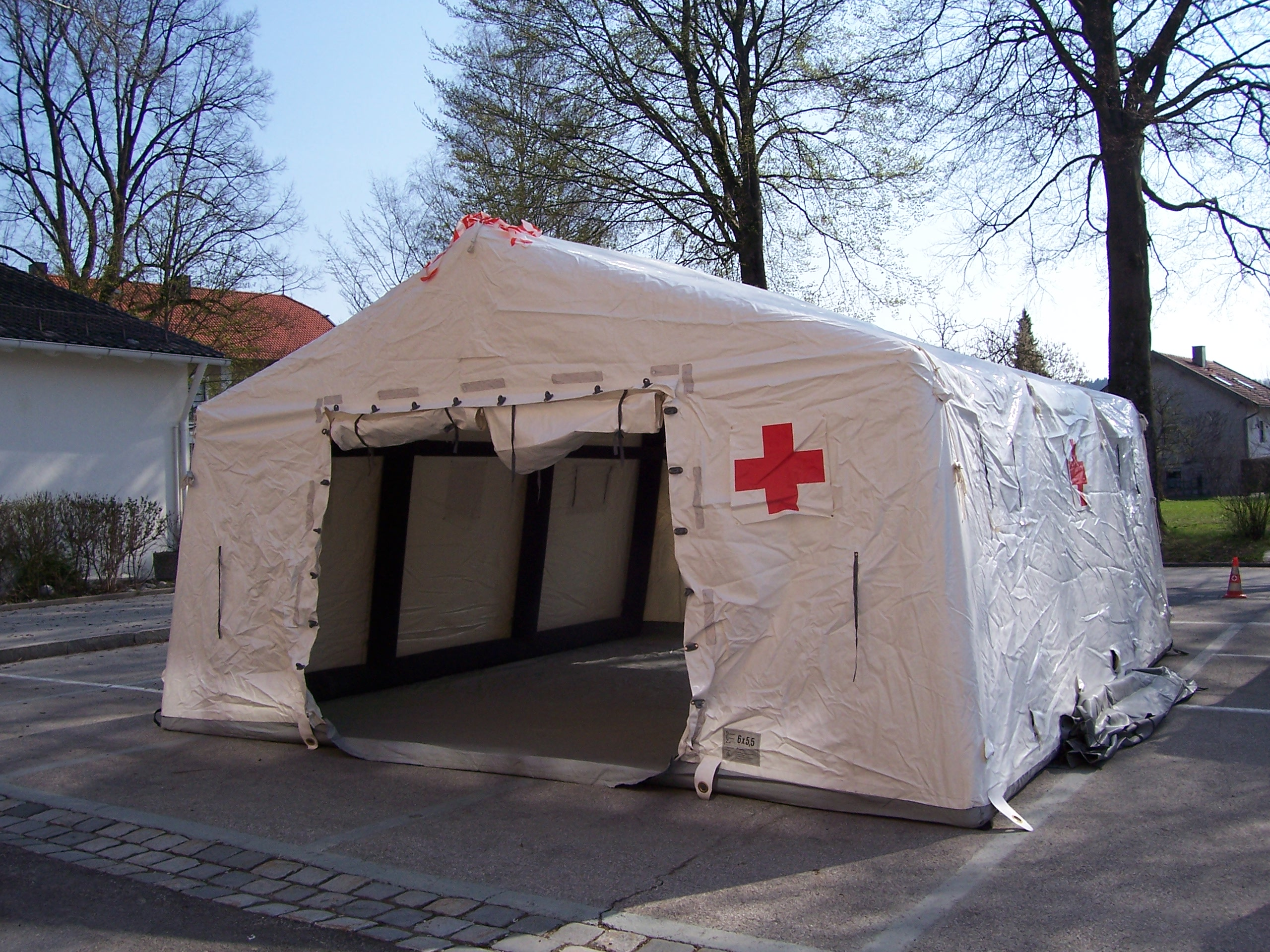
Aufblasbares Sanitätszelt, 30 m²

Gebräuchliche Größen sind 15, 20, 30 und 50 Quadratmeter. Diese werden auch als SG-20, SG-30, SG-50 bzw. SG-200 bis SG-500 bezeichnet. Letzte haben eine höhere Fläche.
Die übliche Bauform des Sanitätszeltes ist das SG-Zelt (Stangengerüstzelt) oder das Aufblasbare Zelt, auch als Tragluftzelt (TLZ), Schnelleinsatzzelt (SEZ) oder Aufblasbares Rettungszelt (ARZ) bezeichnet.

### Unterschiede
Der prinzipielle Vorteil des aufblasbaren Zeltes ist die Schnelligkeit, in der es aufgebaut ist. Dazu wird jedoch immer eine Luftversorgung in Form eines mit Brennstoff oder elektrisch betriebenen Lüfters/Kompressors, einer Druckluftflasche oder einer manuelle Luftpumpe benötigt. Die Zeit zum Aufbau hängt stark vom eingesetzten Gerät ab: Mit Druckluft aus Flaschen werden Zeiten von wenigen Minuten erreicht, bei Kompressoren können 5 bis 30 Minuten nötig sein (je nach Volumenleistung), mit Handluftpumpen kann es noch länger dauern. Demgegenüber ist ein SG-Zelt mit einer geübten Mannschaft auch ohne weiteres Zubehör in ca. zehn Minuten voll aufgestellt.
Die Anzahl der Helfer ist kaum ein Unterscheidungsmerkmal, da auch beim aufblasbaren Zelt mehrere Personen benötigt werden: bereits zum Tragen des schweren Zeltes und dann neben dem Bedienen der Luftversorgung für die Sicherstellung der richtigen Entfaltung.
Ein Nachteil des aufblasbaren Zeltes besteht darin, dass der Druck in den Schläuchen aufrechterhalten werden muss. Bei manchen Zelttypen muss dazu ständig der Lüfter weiterlaufen, bei anderen genügt das Schließen eines Ventils zumindest für die Zeit, in der nicht allzu viel Luft über Undichtigkeiten entweicht (meist mehrere Stunden oder Tage).
Das Abbauen und richtige Zusammenfalten des aufblasbaren Zeltes dauert in der Regel länger als das Verpacken eines SG-Zelts.

## Einsatzbereich
Der verfügbare Platz in einem Sanitätszelt darf nicht überschätzt werden. Ein einzelnes Sanitätszelt dient eher als Sanitätsstation oder als (kleine) Unfallhilfsstelle im Rahmen eines Sanitätswachdienstes für wenige Patienten gleichzeitig.
Im Rahmen eines Behandlungsplatzes für mehrere Patienten wird ein einzelnes Sanitätszelt meist entweder als Triage- oder als Behandlungsbereich bis zum Transportbeginn oder als Überwachungsbereich für Sterbende verwendet. Danach richtet sich die Ausrüstung und die Anzahl bzw. Qualifikation des medizinischen Personals:

### Triagebereich
Hier steht die schnelle Beurteilung von Patienten und die Einteilung in Sichtungskategorien im Vordergrund, nicht die Behandlung. Primäre Ausrüstungsgegenstände sind deshalb Lagerungsböcke für Krankentragen, Sitzgelegenheiten (für gehfähige Patienten), Untersuchungsausrüstung und Dokumentationsmaterial (Verletztenanhängekarten, Listen, Schreibunterlagen).
Als Personal kommen sowohl erfahrene Sichter mit hohem Ausbildungsniveau (Rettungsassistenten, Ärzte) zum Einsatz als auch Helfer zur Assistenz am Patienten sowie für die Organisation und Dokumentation.

### Behandlungsbereich

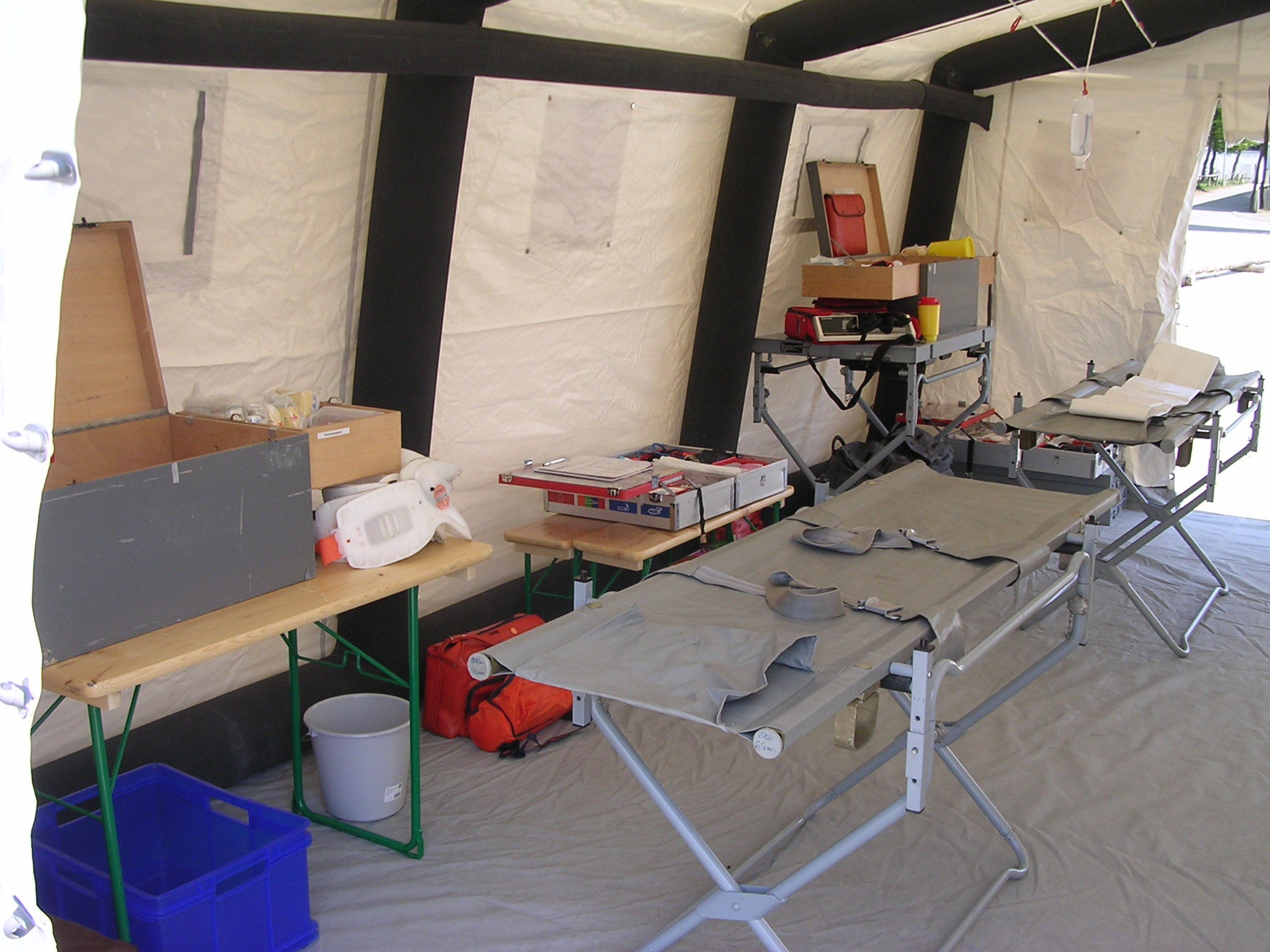
Sanitätszelt auf einem Behandlungsplatz (linke Seite)

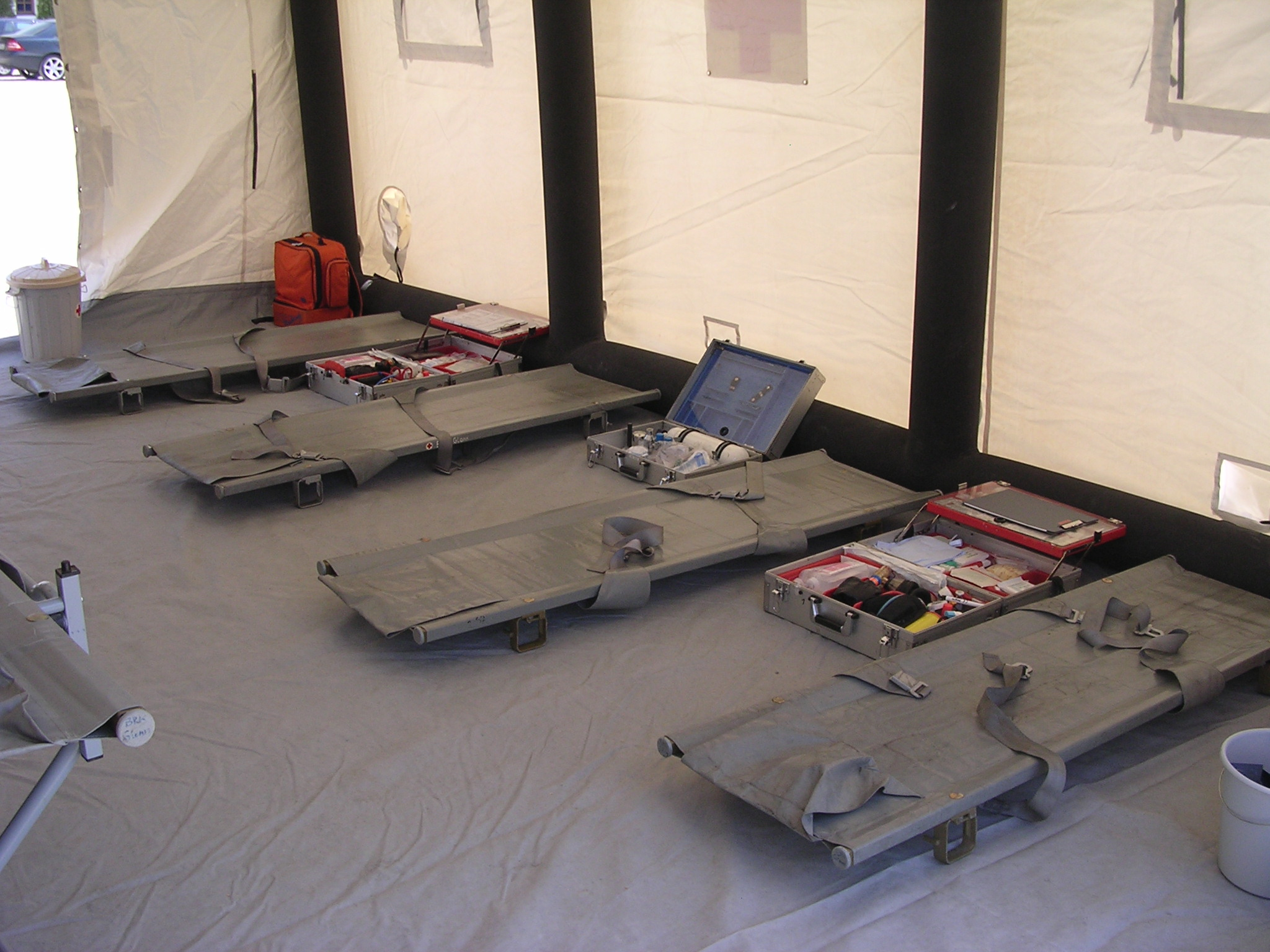
Sanitätszelt auf einem Behandlungsplatz (rechte Seite)

#### Für Leichtverletzte/-erkrankte
Im Behandlungsbereich für Leichtverletzte sollten zu einigen Liegeplätzen auch mehrere Sitzgelegenheiten vorhanden sein. Die medizinische Behandlung beschränkt sich vorwiegend auf die Abdeckung von Wunden, die Schienung von Knochenbrüchen und die psychische Betreuung. Da es nicht ausgeschlossen werden kann, dass jemand kollabiert, sollte auch hier mindestens eine Notfallausrüstung bereitstehen.
Ein höher qualifizierter Helfer (Notfallsanitäter, Rettungsassistent) kann hier mit Hilfe von Assistenten, meist Rettungshelfer, Sanitäter sowie Sanitätshelfer, mehrere Patienten betreuen.

#### Für Schwerverletzte/-erkrankte
Im Behandlungsbereich für Schwerverletzte geht es vorrangig um lebenserhaltende Maßnahmen der Notfallmedizin, wobei auch zu beachten ist, dass die Zeit zum Transportbeginn oder bis zur Ankunft im Krankenhaus beim Massenanfall von Verletzten deutlich länger sein kann als im normalen Rettungsdienst-Alltag. Somit muss auch hier eventuell auf robuste Basismaßnahmen zurückgegriffen werden. Eine Intubation bei einem Bewusstlosen macht z. B. eine kontrollierte Beatmung notwendig, die aber wiederum Material und Personal bindet – der gleiche Zweck kann vielleicht mit einer Seitenlage ressourcenschonender erreicht werden.
Als Equipment finden sich hier neben Lagerungsböcken für Krankentragen (um eine angenehme Arbeitshöhe zu haben) vorrangig Infusionslösungen zum Volumenersatz, Sauerstoffvorrat, Schmerzmedikamente sowie Überwachungsgeräte (EKG, Pulsoxymetrie, Blutdruckmessgeräte) und prinzipiell die notfallmedizinische Ausstattung von Rettungswagen wieder.
Das Personal sollte eine rettungsdienstübliche Qualifikation (Notarzt, Rettungsassistent, Rettungssanitäter sowie ggf. Rettungshelfer) aufweisen. Ein solches Rettungsteam ist vergleichbar der Besatzung eines Rettungs- oder Notarztwagens und kann ein bis zwei Patienten dieser Kategorie versorgen, der Platzbedarf ist hoch weil auch weitere Organisationshelfer benötigt werden (Tragehilfe, Nachholen von Ausrüstung, Nachfüllen von Infusionsvorräten etc.). Deshalb ist gerade hier eine effiziente Organisation der Arbeitsabläufe entscheidend.

#### Für Sterbende
Ein besonderer Bereich ist der Raum für sterbende Patienten. In großen Schadenslagen kann es vorkommen, dass bei einzelnen Patienten entschieden werden muss, ihnen keine weitere Hilfe mehr angedeihen zu lassen. Das wird insbesondere bei solchen Patienten vorkommen, die auch im Normalfall keine realistische Überlebenschance haben.
In diesem Bereich werden hauptsächlich Infusionen und Schmerzmittel eingesetzt.
Das Personal sollte erfahren genug und geübt im Umgang mit dem Themenbereich sein, unterstützt von Notfallseelsorgern und der Krisenintervention.

## Weitere Informationen
- Sanitätsdienst
- Betreuungsdienst